# Cervus hanglu yarkandensis
El ciervo Yarkand ( Cervus hanglu yarkandensis ), conocido también como el ciervo Theenivs, el ciervo Tarim o el ciervo Lop Nor, es una especie del género Cervus  originario de la provincia de Xinjiang, China . Es similar en ecología al ciervo bactriano ( C. h. bactrianus) al ocupar los mismos corredores ribereños de tierras bajas y rodeados desérticos. Pero ambas poblaciones están aisladas entre sí por las montañas Tian Shan y probablemente forman un subgrupo primordial del ciervo rojo de Asia Central. 

## Descripción
Su pelaje es de color rojizo claro con una gran mancha de color claro que va hasta la cola. Sus astas suelen tener cinco puntas por lado con una horquilla terminal apuntando hacia adelante. El quinto diente suele ser más grande que el cuarto y está inclinado hacia adentro.

## Distribución y hábitat
El ciervo de Yarkand habita los bosques caducifolios de la cuenca del Tarim y en las regiones esteparias de las cuencas de los ríos Tarim, Kaidu y Qiemo en la región autónoma china de Xinjiang (Turquestán Oriental). Dependen de los corredores ribereños de las tierras bajas para alimentarse y refugiarse. No migran, pero pueden dispersarse en áreas desérticas adyacentes durante la noche o en épocas de temperaturas más frías. La población de ciervos en la cuenca del Tarim disminuyó de más de 10.000 en la década de 1950 a menos de 3.000 en la década de 1990. 

## Ecología
El lobo del Himalaya suele ser su principal depredador. 